# Anzsád repülőtér
Az Anzsád repülőtér (franciául: Aéroport d'Oujda-Angads, arabul: مطار وجدة أنجاد) (IATA: OUD, ICAO: GMFO) egy nemzetközi repülőtér Marokkóban, Oujda közelében. Éves utasforgalma 855 911 fő (2022).

## Futópályák
A repülőtér futópályái:
- 06/24 (3000 m)
- 13/31 (3000 m)

## Légitársaságok és úticélok
2025-ben a Anzsád repülőtérről az alábbi járatok indulnak (Utoljára frissítve: 2025-08-16):
| Légitársaság        | Célállomások |
| ------------------- | --- |
| Air Arabia          | Brüsszel, Marseille[forrás?], Murcia, Párizs-Charles de Gaulle repülőtér, Rabat Szezonális: Barcelona, Charleroi, Lille, Lyon, Montpellier |
| Air Nostrum         | Szezonális charter: Lisbon, Porto |
| ASL Airlines France | Szezonális: Párizs-Charles de Gaulle repülőtér, Strasbourg                                                                                 |
| Brüsszel Airlines   | Szezonális: Brüsszel |
| Royal Air Maroc     | Casablanca, Párizs–Orly Szezonális: Brüsszel, Düsseldorf, Párizs-Charles de Gaulle repülőtér, Rotterdam                                    |
| Ryanair             | Agadir, Barcelona, Beauvais, Charleroi, Marrakesh, Marseille, Tangier, Toulouse, Weeze                                                     |
| Transavia           | Párizs–Orly Szezonális: Bastia, Lyon,[forrás?] Nantes                                                                                      |
| TUI fly Belgium     | Brüsszel Szezonális: Antwerp, Eindhoven, Lille,[forrás?] Párizs–Orly, Rotterdam/The Hague[forrás?]                                         |

## Forgalom
Az utasforgalom az elmúlt években az alábbi módon változott:
| Utasok száma | 168 385 | 193 036 | 242 080 | 400 369 | 509 188 | 505 374 | 522 946 | 675 917 | 192 220 | 855 911 |
|              | 2002    | 2004    | 2006    | 2009    | 2011    | 2013    | 2015    | 2018    | 2020    | 2022    |